# 光復里 (嘉義縣)
光復里是中華民國嘉義縣布袋鎮的一個里，里長蔡重慶，面積4.210平方公里，本里大多數先民由泉州府晉江縣東石村渡海移民來此定居。